# Арадо Ar 68
Арадо Ар 68 је двокрилни ловац једносед, изрграђен од немачког предузећа Арадо 1934. године. Ово је један од првих модела након немачког одустајања од контроле наоружања одређене Версајским споразумом. Авион је израђен као замена ловцу Хајнкел He 51 а уведен је у наоружање 1936. у јединицама у Источној Пруској.

## Верзије
- Ar 68V1 : Прототип. Полетео 1933. године.
- Ar 68a : Први прототип.
- Ar 68b : Други прототип.
- Ar 68c : Трећи прототип.
- Ar 68d : Четврти прототип.
- Ar 68e : Пети прототип.
- Ar 68E : Први модел који је уведен у Луфтвафе.
- Ar 68F : Верзија са јачим БМВ мотором.
- Ar 68G : Верзија која је израђена у највећем броју. Опремљена јачим БМВ VI мотором.
- Ar 68H : Само један прототип. Први Арадо авион са затвореним кокпитом и мотором са додатним убризгавањем.